# Đông Quan (xã)
Đông Quan là một xã thuộc tỉnh Hưng Yên, Việt Nam.

## Địa lý
Xã Đông Quan nằm ở phía nam của tỉnh Hưng Yên, có vị trí địa lý:
- Phía đông giáp xã Tây Thái Ninh.
- Phía tây và tây bắc lần lượt giáp xã Nam Đông Hưng và xã Bắc Đông Quan.
- Phía nam giáp phường Trần Lãm và xã Bình Nguyên.
- Phía đông bắc giáp xã Nam Thụy Anh.

Quốc lộ 39B chạy qua địa bàn xã theo hướng đông bắc - tây nam.

## Lịch sử
Địa bàn xã Đông Quan hiện nay trước đây vốn là ba xã: Đông Huy, Đông Lĩnh, Đông Phong thuộc huyện Đông Hưng.
Trước năm 1969, các xã Đông Phong, Đông Huy và Đông Lĩnh thuộc huyện Đông Quan cũ. Huyện lỵ huyện Đông Quan khi đó đặt tại xã Đông Phong.
Trước khi sáp nhập, xã Đông Phong có diện tích 2,58 km², dân số là 2.357 người, mật độ dân số đạt 914 người/km², gồm phố Châu Giang và 2 thôn: Cổ Hội, Thượng Phú. Xã Đông Lĩnh có diện tích 4,61 km², dân số là 3.652 người, mật độ dân số đạt 792 người/km². Xã Đông Huy có diện tích 3,42 km², dân số là 2.515 người, mật độ dân số đạt 735 người/km², gồm 4 thôn: Phong Châu, Minh Châu, Nam Châu, Roanh Châu.
Ngày 11 tháng 2 năm 2020, Ủy ban Thường vụ Quốc hội ban hành Nghị quyết số 892/NQ-UBTVQH14 về việc sắp xếp các đơn vị hành chính cấp xã thuộc tỉnh Thái Bình (nghị quyết có hiệu lực từ ngày 1 tháng 3 năm 2020). Theo đó, sáp nhập toàn bộ diện tích và dân số của ba xã Đông Phong, Đông Lĩnh và Đông Huy thành xã Đông Quan.
Ngày 16 tháng 6 năm 2025, Ủy ban Thường vụ Quốc hội ban hành Nghị quyết số 1666/NQ-UBTVQH15 về việc sắp xếp các đơn vị hành chính cấp xã của tỉnh Hưng Yên năm 2025. Theo đó, sắp xếp toàn bộ diện tích tự nhiên, quy mô dân số của các xã Đông Á, Đông Tân và Đông Quan thành xã mới có tên gọi là xã Đông Quan.

## Di tích
Một số di tích lịch sử và di tích kiến trúc - nghệ thuật trên địa bàn xã:
- Đình Cổ Hội: được công nhận là di tích kiến trúc - nghệ thuật cấp tỉnh vào năm 2003; đình thờ Đô Đại Côn Lợi Thành thần đại vương và Ngoạ Chàng Đang Thông thần thành hoàng.
- Đình Thượng Phú: được công nhận là kiến trúc nghệ thuật cấp tỉnh Thái Bình năm 2003
- Nhà tưởng niệm Nguyễn Văn Năng: được công nhận là di tích lịch sử cấp tỉnh Thái Bình năm 2012; là nơi tưởng niệm Nguyễn Văn Năng - Bí thư Tỉnh ủy đầu tiên của tỉnh Thái Bình, Đại biểu Quốc hội Việt Nam khóa I.[3]
- Một số di tích trên địa bàn xã thờ bà đào nương Phạm Thị Trân - bà tổ của nghệ thuật hát chèo ở Việt Nam.